# Прохирон
Прохирон (от др.-греч. πρόχειρος — находящийся под рукой) — сборник норм византийского гражданского, уголовного, судебного и церковного права. Создан в 879 году по приказу императора Василия I. Прохирон являлся руководством для судей, а не официальным сводом законов.
Прохирон повторял большинство постановлений и приложений Эклоги. На Руси известен как «Градский закон».

## История создания
Василий I Македонянин (867—886) после вступления на престол начал реформирование существующего законодательства, что привело к созданию трёх крупных сводов: «Эпанагога» («Исагога»), «Прохирон», «Василики». Прохирон появился в 907—908 годы и являлся новой редакцией «Исагоги», есть версия о появлении Прохирона в 872 году, до создания Исагоги.

## Некоторые положения
Сравнивая Прохирон с Эклогой, исследователи византийского права и правоведы приходят к выводу, что он значительно уступал ей в части юридической техники. При этом по количественному критерию Прохирон был более значителен (в него были добавлены 17 титулов).
Прохирон содержал запрет заключения брака между кровными родственниками до пятой степени включительно. Определял обручение как «соглашение и обещание будущего брака». Также содержит положения о том, что простивший неверную жену муж должен подвергнуться телесным наказаниям, при этом наказание отсутствовало, если муж убил застигнутого у жены «прелюбодея».
Прохирон содержал нормы наказаний за преступления, так, за кражу и грабёж назначалось бичевание и штраф, за поджог чужого имущества — телесные жестокие наказания, за разбой — посажение на кол.
В Прохироне достаточно подробно отражаются нормы договорного права, отражающие основные тенденции византийского общества по состоянию на третью четверть IX века. Так, устанавливается прямой запрет на проценты по займу, возникают основные положения современного договора товарищества.